# Elezioni presidenziali in Islanda del 2000
Le elezioni presidenziali in Islanda del 2000 videro la vittoria del candidato indipendente Ólafur Ragnar Grímsson.
Grímsson, già eletto nel 1996, si presentò alle elezioni senza sfidanti, motivo per cui venne confermato il suo secondo mandato da presidente della Repubblica.